# Siro

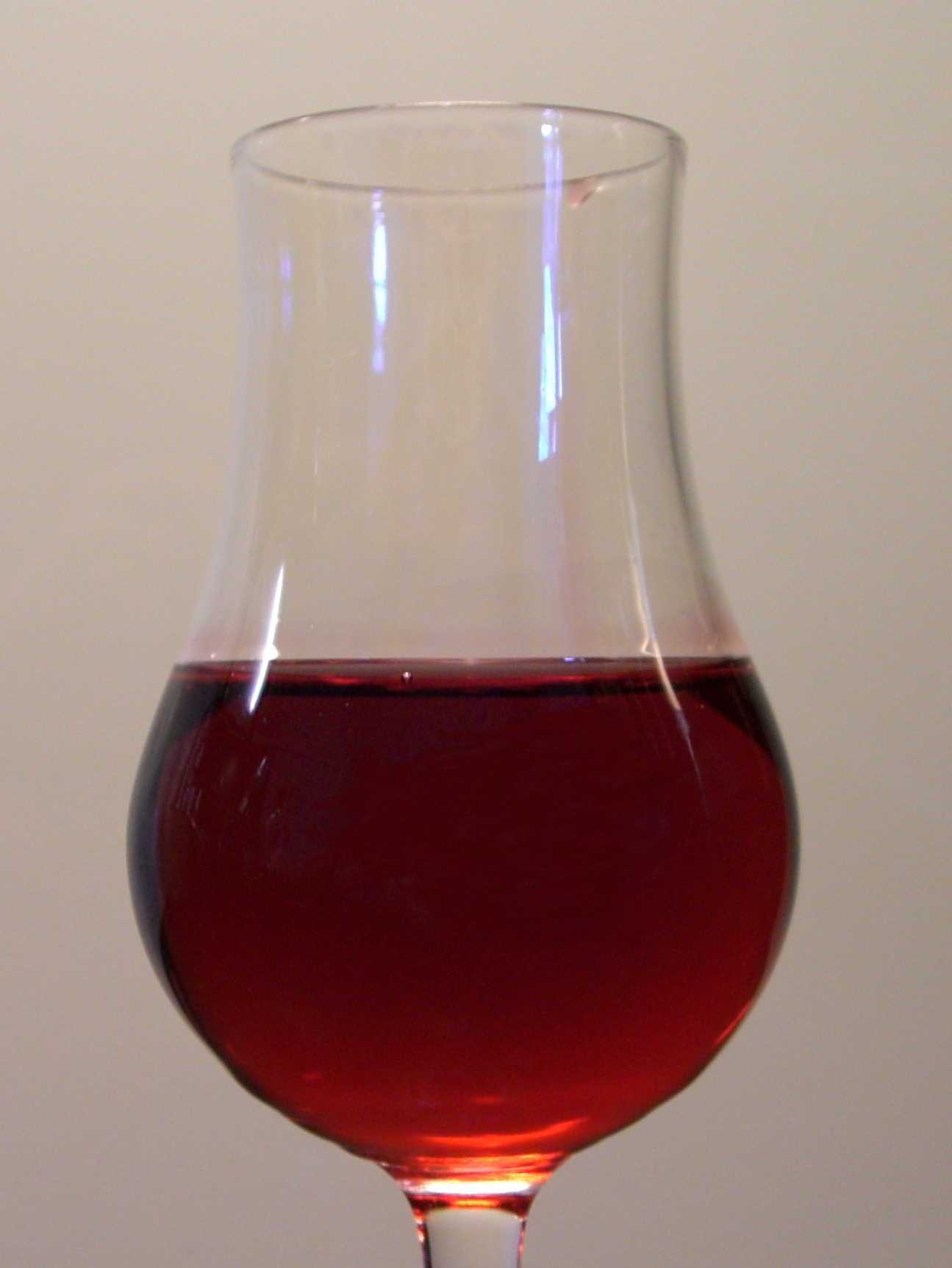
Một ly siro

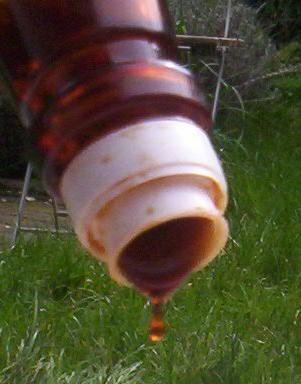
Một lọ siro ho

Siro hay si rô, xirô, xi rô (tiếng Ả rập: شراب/sharab, tiếng Latin: syrupus) là một loại thực phẩm có nguồn gốc từ vùng Ả rập, đây là một thức uống dạng lỏng và sánh, có vị ngọt và thường là màu đỏ. Đây là một thứ nước đường có pha thêm dược phẩm hoặc các loại thuốc, thảo dược, sinh tố trái cây.... Siro có tác dụng giải khát và còn có thể là một vị thuốc (Siro ho) là loại tá dược lỏng chống ho và viêm họng cho trẻ em và người lớn.

## Phân loại
Siro có thể được pha bằng nhiều hợp chất vào nước và tùy các hợp chất đó mà có thể có kết cấu và công dụng khác nhau.
- Hợp chất trong siro từ cây phong có thể chống ung thư, có tác dụng kháng viêm và chống oxy hóa có khả năng chống lại ung thư, bệnh tiểu đường và các bệnh do vi khuẩn, ngoài ra chất polyphenol có trong siro này có thể giúp khống chế lượng đường trong máu đối với bệnh nhân tiểu đường bằng cách ức chế các enzym có liên quan đến việc chuyển đổi hydrat-cacbon thành đường.[1]
- Thuốc siro ho ngoài việc điều trị ho và viêm họng cho trẻ em và người lớn, nó còn góp phần cải thiện tỉ lệ người bị ung thư vú, thuốc này ngăn chặn hiệu ứng của hormone nữ estrogen vốn có thể kích thích một số khối u tăng trưởng.[2]

Tuy nhiên cũng có báo động về siro giải khát nhiễm DEHP  và siro có độc tính. Cũng có lời khuyên là không nên cho trẻ em uống siro trước bữa ăn vì có thể gây cảm giác no.